# Five Senses
Five Senses è il secondo EP della boy band sudcoreana Pentagon, pubblicato nel 2016.

## Tracce
1. Can You Feel It (감이 오지) – 3:16
2. Engine – 3:14
3. Pretty Pretty (예쁨) – 3:09
4. Lose Yourself (풀러) – 3:16
5. Stay Crazy (정신 못 차려도 돼) – 3:16